# Tadeusz Aleksandrowicz (trener)

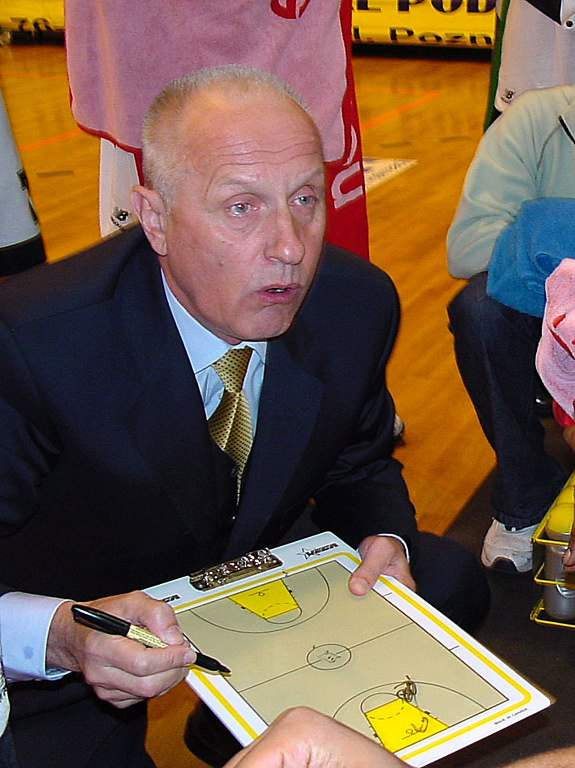
Aleksandrowicz jako trener Spójni Stargard.

Tadeusz Aleksandrowicz (ur. 20 maja 1943) – polski koszykarz oraz trener koszykówki, m.in. reprezentacji Polski oraz klubów Zastal Zielona Góra i Komfort Stargard Szczeciński. Z tym ostatnim klubem sięgnął po jedyny w karierze medal mistrzostw Polski seniorów (srebro w 1997).

## Życiorys

### Lata 60. i 70.
Jako zawodnik grał w klubach MKS Szprotavia Szprotawa, AZS Olsztyn i AZS Zielona Góra. Karierę trenerską rozpoczął w 1970, prowadząc żeńską drużynę Szprotavii, którą wprowadził w 1973 do II ligi. Następnie jeden sezon trenował drużynę AZS Olsztyn, a w latach 1975-1980 AZS Zielona Góra. 

### Lata 80.
Od sezonu 1980/1981 prowadził drugoligowy wówczas zespół Zastal Zielona Góra, który wprowadził w 1984 do ówczesnej I ligi, po raz pierwszy w historii klubu. W najwyższej klasie rozgrywek prowadził kolejno Zastal (1984-1987) i Stal Bobry Bytom (1987-1989) (w dwóch ostatnich meczach sezonu 1988/1989 zastąpił go Mieczysław Raba). Następnie był trenerem kobiecej drużyny Stilonu Gorzów (1989-1992), występującej w I (najwyższej) lidze.

### Lata 90.
Na początku lat 90. oprócz pracy w Stilonie, opiekował się także kobiecą reprezentacją Polski juniorek, z którą zdobył brąz mistrzostw Europy juniorek w 1992. W latach 1992–1995 ponownie był trenerem pierwszoligowego Zastalu. W styczniu 1993 został równocześnie trenerem reprezentacji Polski seniorów, którą poprowadził w zakończonych niepowodzeniem kwalifikacjach do mistrzostw Europy w 1993 i 1995. Te ostatnie były na tyle nieudane, że Polska kolejne kwalifikacje do mistrzostw "starego kontynentu" zmuszona była rozpocząć od pierwszego etapu eliminacji. W związku z tym już jesienią 1993 nowym trenerem kadry został Eugeniusz Kijewski. W Zastalu przestał pracować w trakcie sezonu 1994/1995, zastąpiony przez Bogusława Onufrowicza. W sezonie 1995/1996 zastąpił po 5 kolejce trenera Krzysztofa Koziorowicza w drużynie Komfortu Stargard Szczeciński, a w kolejnym sezonie (1996/1997) prowadził tę drużynę do wicemistrzostwa Polski. Sezon 1997/1998 rozpoczął jako trener Trefla Sopot, ale po 16 kolejce powrócił do klubu ze Stargardu i prowadził jego drużynę także w dwóch kolejnych sezonach. W pierwszym sezonie Polskiej Ligi Koszykówki (2000/2001) opuścił wobec kłopotów finansowych klub ze Stargardu i przez pierwsze 8 kolejek był trenerem drużyny SKK Szczecin, a od 9 do 24 kolejki drużyny Czarni Słupsk.

### XXI wiek
Od maja do grudnia 2001 pracował jako trener-koordynator w żeńskiej drużynie Foty Porty Gdynia prowadzonej przez Adama Ziemińskiego, ale został zwolniony wobec nie satysfakcjonujących wyników. W tym samym roku został doradcą trenera polskiej kobiecej kadry seniorek Tomasza Herkta. W sezonie 2002/2003 powrócił do Czarnych Słupsk i prowadził ich przez kolejne trzy sezony. W sezonie 2004/2005 prowadził żeńską drużynę Polfa Pabianice. W latach 2005–2008 ponownie został trenerem występującego na zapleczu PLK Zastalu Zielona Góra. W 2007 roku został trenerem drużyny Północy podczas meczu gwiazd I ligi. W sezonie 2008/2009 pracował w zielonogórskim klubie jako asystent Tomasza Herkta, po czym przeszedł na emeryturę. Powrócił z niej jednak jesienią 2010 i został kolejny raz trenerem grającej tym razem w I lidze Spójni Stargard Szczeciński. Funkcję tę pełnił do listopada 2012.